# Evagrio Escolástico
Evagrio Escolástico, Evagrio de Epifanía o Epifanense, Evagrio el Prefecto o , en latín, Evagrius Scholasticus (Epifanía, Celesiria, c. 536 - d. de 594) fue un historiador sirio, que escribió sus obras en griego.

## Biografía
Nació en Epifanía, lugar del sur de Siria cruzado por el Orontes. Allí se instruyó bien en gramática y retórica; se estableció en Antioquía como abogado. Ayudó al patriarca Gregorio (569-594) y le defendió con éxito de los cargos de incesto y adulterio en el concilio de Constantinopla (589). El emperador Tiberio II le dio el cargo de cuestor y el emperador Mauricio el de prefecto honorario. 

## Obras
Escribió una colección de informes, cartas y decisiones para el patriarca Gregorio y otra con sus propios discursos, entre ellos un panegírico del emperador Mauricio y su hijo Teodosio. Ninguna de estas obras se ha conservado. Subsiste, sin embargo, su famosa Historia ecclesíastica en seis libros. Continúa la de Eusebio de Cesarea, Sócrates, Sozomeno y Teodoreto y abarca desde el concilio de Éfeso (431) al decimosegundo año del imperio de Mauricio (593-594). Narra no sólo las controversias teológicas y herejías de los siglos V y VI, com el nestorianismo, el eutiquianismo y últimas fases del monofisismo, sino que también registra la historia civil y guerras contra los persas y otros pueblos, a más de toda suerte de sucesos, como calamidades, conflagraciones, terremotos, epidemias etc. Así por ejemplo en su Historia eclesiástica nos habla sobre la Plaga de Justiniano y como en los sucesivos ciclos epidémicos de esta enfermedad fue perdiendo a toda su familia: mujer, hijos y nietos. Él mismo fue afectado por esta enfermedad cuando era un escolar durante el primer brote de epidemia en el 541 a 543.
Sus fuentes fueron Eustacio de Antioquía, Procopio de Cesarea, Juan Malalas, Juan de Epifanía, Menandro el Protector, Zacarías el Rétor y otros, y son usadas de forma concienzuda, con rigor y sentido crítico al verificar la información, ganándose fama de exacto; muestra un juicio equilibrado y certero, del que no se escapa siquiera su gran predecesor Eusebio de Cesarea, aunque no oculta sus preferencias. Se muestra indulgente con los herejes y, en su defensa de Constantino, llega a negar el asesinato, contado por el historiador pagano Zósimo, de su propio hijo Crispo y su madre Faustina, origen de su conversión al Cristianismo; también da cuenta de maravillas y leyendas, por ejemplo el relato de la sangre que a veces se recogía con una esponja del cuerpo de Santa Eufemia de Calcedonia (II, 3). Eclesiásticamente ortodoxo, ataca en especial toda desviación del dogma de Calcedonia.